# Romanus Weichlein
Romanus Weichlein (* 11. November 1652 in Linz als Andreas Franz Weichlein; † 8. September 1706 in Maria-Haid, heute Kleinfrauenhaid) war ein österreichischer Komponist und Violinist des Barock.

## Leben
Romanus Weichlein war Sohn einer Linzer Musikerfamilie, der vermutlich ersten Musikunterricht vom Vater, von Anton Seydler und Benjamin Ludwig Ramhaufski erhielt. Weichlein kam 1671 als Novize in das Benediktinerkloster Lambach und nahm den Vornamen Romanus an. Im Dezember des gleichen Jahres studierte er in Salzburg Theologie und Philosophie, musikalisch wurde er dort vermutlich von Heinrich Ignaz Franz Biber unterwiesen. Die feierliche Primiz feierte er nach Beendigung des Studiums am 8. Juli 1678. 1691 wurde er Musikpräfekt und Hauskomponist im Benediktinerinnenkloster Säben bei Klausen in Südtirol. Ab 1705 bis zu seinem Tod war er Pfarrer in Kleinfrauenhaid.
Weichlein hinterließ mehrere Sonatensammlungen und Messen. Zahlreiche Werke, die er verschiedenen Tiroler Klöstern widmete, sind verlorengegangen. Die erhaltenen Werke stehen in der Tradition seiner Landsleute Biber, Johann Heinrich Schmelzer, Pavel Josef Vejvanovský und Georg Muffat.

## Werke (Auswahl)
- Missa rectorum cordium 1687
- Eine Violinsonate (1688)
- Encænia Musices Op. 1 – mehrstimmige Sonaten, gedruckt durch Jakob Christoph Wagner (Innsbruck, 1695), vorhanden im Codex Rost der Bibliothèque nationale de France
- Parnassus Ecclesiastico Musicus Op. 2 – Sammlung von sieben Messen (Ulm, 1702)
- Mehrere verschollene Messen